# Terret noir
De Terret Noir is een blauwe druif die eigenlijk alleen maar voorkomt in de Languedoc en sporadisch in de Rhône.

## Variëteiten
Naast de Terret Noir is er ook een Terret Gris en een Terret Blanc.

## Toepassing
Bij de volgende AOC-AOP is deze druif toegestaan:
- Languedoc: Minervois, minervois la Livinière
- Rhône: châteauneuf-du-Pape